# 帕尔米图斯
帕尔米图斯是巴西圣卡塔琳娜州的一个市镇。总面积350.69平方公里，总人口16061人，人口密度45.8人/平方公里。